# Ahmed Saraku
Ahmed Saraku (født 3. februar 1986) er en ghanesisk amatørbokser, som konkurrerer i vægtklassen bantamvægt. Saraku har ingen større internationale resultater, og fik sin olympiske debut da han repræsenterede Ghana under Sommer-OL 2008, hvor han blev slået ud i første runde.